# HUK24
Die HUK24 AG mit Sitz in Coburg ist ein deutscher Direktversicherer sowie Versicherungsvermittler der HUK-Coburg-Versicherungsgruppe. Ende 2023 zählte sie über 3,1 Millionen versicherte Fahrzeuge in der Kraftfahrtversicherung.

## Geschichte
1999 begann der Onlinevertrieb von Kfz-Versicherungen bei der HUK-Coburg. Aufgrund der rasanten Entwicklung des Direkt- bzw. Onlinegeschäftes wurde am 10. Oktober 2000 die HUK24 als Aktiengesellschaft gegründet und bis heute stetig ausgebaut. Sie ist ausschließlich online tätig und bietet keine telefonische Beratung. Nach eigenen Angaben ist sie Deutschlands größter digitaler Direktversicherer für private Haushalte.

## Produkte
Die HUK24 bietet Versicherungsschutz für Kfz (Haftpflicht, Kaskoversicherung, Schutzbrief), Rechtsschutzversicherungen, Haftpflichtversicherungen, Unfall-, Wohngebäude- und Hausratversicherungen. Darüber hinaus vermittelt sie an andere Konzerntöchter in den Bereichen Kranken-, Renten-, Lebens- und Berufsunfähigkeitsversicherungen, Bausparen und Baufinanzierung.

## Mitarbeiterstruktur
Sie unterhält keinen Außendienst, Schadensfälle werden von der Muttergesellschaft oder zuständigen Konzerntochter bearbeitet. Die HUK24 beschäftigt dadurch keine eigenen Mitarbeiter.